# Vale Verde (Porto Seguro)
Vale Verde é um distrito do município brasileiro de Porto Seguro, no estado da Bahia. Segundo o censo demográfico de 2022, realizado pelo Instituto Brasileiro de Geografia e Estatística (IBGE), sua população era de 2 123 habitantes e havia 739 domicílios particulares permanentes ocupados.
De acordo com o IBGE, em 2010 a população era de 1 912 habitantes e havia 701 domicílios particulares.

## História e descrição
Foi a primeira vila da região e seu centro histórico foi influenciado pela colonização portuguesa e pelos Jesuítas. A localidade se formou a partir da Aldeia Patatiba, habitada por tupinambás, por volta de 1536. Posteriormente chegou ao local uma missão jesuítica, a Missão Aldeia Espírito Santo dos Índios, com a intenção de catequizar os indígenas. Vale Verde foi reconhecido inicialmente como município, sendo posteriormente extinto, rebaixado à categoria de distrito e anexado a Porto Seguro mediante a lei estadual nº 1.190 de 28 de maio de 1917.
Vale Verde se encontra na zona de amortecimento do Parque Nacional do Pau-brasil, a cerca de 40 km da sede de Porto Seguro. O principal acesso é feito pela BA-001. A sede possui uma praça principal, a Praça Divino Espírito Santo, onde se encontra o centro histórico, com casas cujas fachadas são tombadas pelo IPHAN. O entorno da sede é predominantemente rural, com a existência de comunidades rurais compondo o distrito.